# I Muvrini

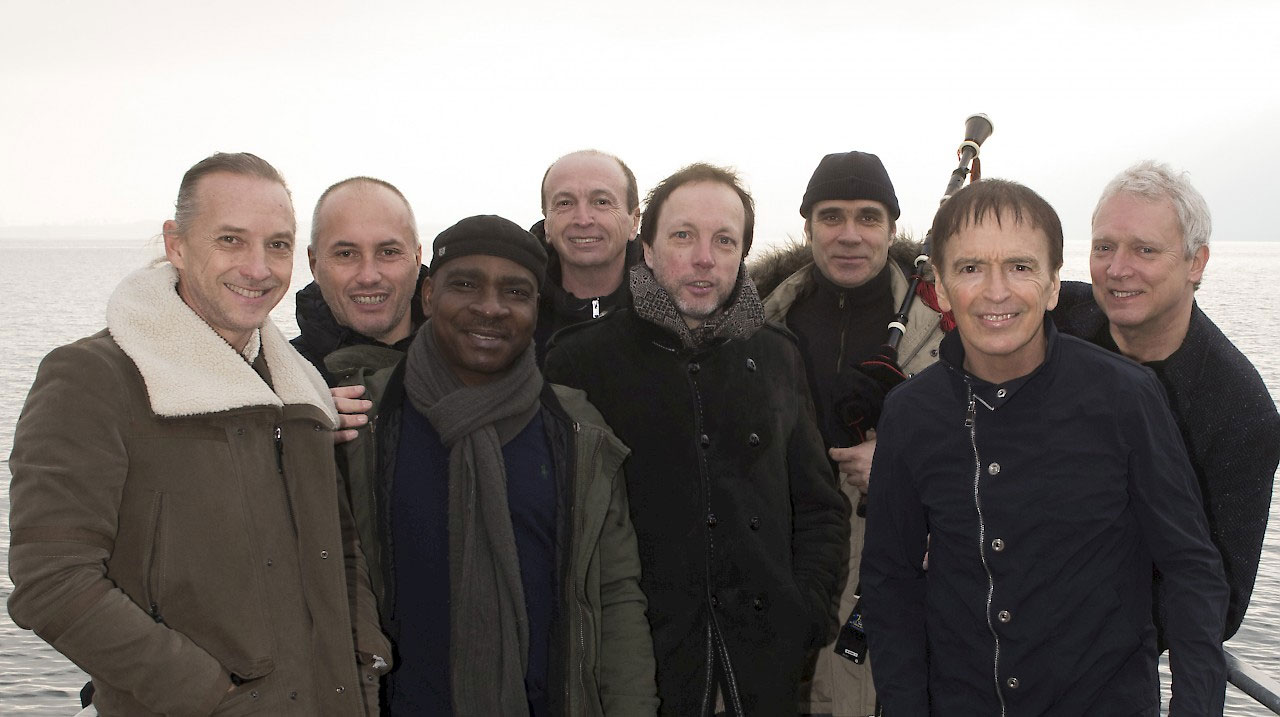
I Muvrini

I Muvrini is een Corsicaanse muziekgroep, bestaande uit Jean-François Bernardini, Alain Bernardini, Stéphane Mangiantini, Loïc Taillebrest, Cesar Anot, Achim Meier, Mickey Meinert en Thomas Simmerl.
Jean-François en Alain Bernardini zijn geboren in Taglio-Isolaccio, een dorp in de regio Castagniccia. Op zeer jonge leeftijd begonnen zij te zingen, samen met hun vader, Ghjuliu, die dichter en zanger was. De eerste single die werd opgenomen was met hun vader in samenwerking met de groep Canta u Populu Corsu. Ghjuliu Bernardini stierf in december 1977. I Muvrini ... ti ringrazianu, hun debuutalbum, verschenen in 1979, werd opgedragen aan hun vader.
Aan het begin van de jaren tachtig had de groep het moeilijk. Sommige dorpen verboden de concerten van I Muvrini omdat zij de "openbare orde" zouden verstoren. I Muvrini bleef echter zingen in de Corsicaanse taal. Zij schiepen hun eigen stijl door traditionele muziek te combineren met hun eigen composities. De Corsicaanse identiteit kenmerkte hun eigen geluid. 
Intussen werd de groep razend populair op het eiland en daarbuiten. Vele concerten volgden, zowel in Frankrijk als in Duitsland, Spanje, Nederland en België.
I Muvrini werd een van de toonaangevende groepen in het Corsicaanse muzieklandschap. Een concert van de groep werd een belevenis, voor Corsicanen maar ook voor toeristen, want naast de concerten in het buitenland, toert de band ieder jaar in de zomer een maand op het eiland zelf, de zogenaamde "Giru". In 1985  kwam I Muvrini '85 uit, een jaar later volgde A l'Encre Rouge.
De I Muvrini-stijl kwam in zijn perfectie tot uiting in het album Lacrime, dat onmiddellijk een groot succes was. Daarna richtten zij hun eigen platenmerk op: AGFB. Pè l'amore di tè, opgenomen in Parijs in 1988, was eveneens een succes: er werden meer dan 300.000 exemplaren van verkocht. Het volgende album Quorum werd opgenomen in Toulouse in 1989, gevolgd door hun eerste concertalbum In Core in 1990.
A Voce Rivolta  kwam uit in 1991, gevolgd door Noi in 1993. In 1995 ontving de groep een gouden plaat voor Curagiu en in 1996 won deze cd een prijs voor het beste traditionele muziekalbum bij "Victoires de la Musique". In 1998 verscheen Leia, dat ook weer een gouden plaat opleverde. A Strada verscheen in 2000 als dubbel-cd met Pulifunie. In 2002 volgde Umani, dat binnen enkele weken al een gouden plaat opleverde.
In 2004 was I Muvrini de eregast bij de "Nuit Celtique" en Jean-Francois Bernardini werd op Corsica gekozen tot "Man van het Jaar", mede door zijn inspanningen voor de oprichting van een "Association pour la Fondation de Corse". ALMA ('ziel' in het Corsicaans) volgde in september 2005 en werd grotendeels opgenomen in Zuid-Afrika. Op de cd zingen ook Zuid-Afrikaanse zangers en zangeressen mee.
Na ALMA volgde I Muvrini et les 500 choristes. Op dit album zingt de groep een aantal nummers samen met een koor van vijfhonders personen. In 2010 kwam Gioia uit, een Corsicaanse ode aan de blijdschap. Op 18 juni 2012 volgde Imaginà. Het tweede nummer van die plaat, Planet Spring, in het Frans en Corsicaans en met een kort intermezzo in het Engels, geeft de luisteraar een duidelijke doch vredelievende boodschap mee om de aarde te respecteren. In 2015 verscheen het album Invicta.
In december 2016 kwam Pianetta uit, met zestien liedjes voor kinderen van alle leeftijden. In september 2017 verscheen Luciole, waarin ze reageren op de vraag of ze eerder modern of traditioneel zingen door te stellen dat ze boosheid, hoop en liefde bezingen, maar niet weten of dit modern of traditioneel is. Het album richt zich ook tot ieder mens met de boodschap: "Nee, je mooiste dag is nog niet gekomen".
I Muvrini werkte samen met onder andere Jacques Dutronc, Michel Fugain, Véronique Sanson, Laïs, Sting, MC Solaar, Haris Alexiou, William Dunker en Grand Corps Malade.